# Olsen (prêt-à-porter)
Olsen Mode GmbH est une entreprise de prêt-à-porter pour femme, dont le siège se situe à Hambourg. L'entreprise a plus de 500 employés dans le monde et est présente dans 30 pays. Olsen est distribué chez plus de 3000 revendeurs et dispose de 79 magasins en propre dans le monde,.

## Histoire
Olsen est une entreprise familiale qui fut fondée en 1901 par le commerçant Alfred L. Wolff qui venait de Hambourg.
- En 1959, son fils Manfred Wolff importe des pulls venant d'Extrême-Orient. Ce fut le début de l'activité textile. Différentes collections furent ensuite développées et vendues sans marque.
- Le Pull P31 fut vendu à plus de 1 million d'exemplaires.
- En 1995, la marque Olsen arrive sur le marché.
- En 1997, le magazine de mode anglais "Drapers Record" élit Olsen comme "Marque de l'année 97[réf. nécessaire]".
- En 1998, à l'occasion du salon international de la mode en Pologne, la médaille d'or dans la catégorie "meilleur costume pour femme" est accordé à Olsen.[réf. nécessaire]
- En 2000, ouverture de magasin à Moscou, Riga, Vienne, et Dubai.
- En 2004, la marque commence à émettre des licences pour sacs, foulards et ceintures.
- En 2004, ouverture du Show-Room Français de la marque, qui se situe à Strasbourg.
- En 2005, ouverture du premier magasin à Toronto
- En 2010, Olsen reprend le spécialiste du pantalon allemand Rosner[2].

## Chiffres clés
Olsen est présent dans plus de 3000 points de vente dans le monde et dans plus de 30 pays.

## Olsen en France
Le Showroom Olsen France a ouvert en 2004 à Strasbourg, géré par Martine Hugel-Jenn. La communication de la marque s’oriente autour d’une image « confident sexy », centrée sur la beauté naturelle et l’authenticité de la femme. Olsen a la même cible clientèle depuis plus de 30 ans, une femme qui a envie d’une mode combinant des formes séduisantes alliées à un produit qualitatif et confortable. La marque s’articule autour de notions telle que « une vie simple » ou encore « une attitude naturelle ».
Slogan Olsen France : « Vendre Olsen, c’est vendre une histoire ».

## Produits
Les collections de la marque Olsen comportent des pulls et des chemises. En plus de ces deux domaines de prédilection, des vestes, jupes, pantalons, blousons, sacs et accessoires complètent la collection actuelle.

## Engagements de la marque
Olsen GmbH soutient le plan de charité internationale d'Initiative pour les enfants "L'autonomisation des femmes dans le monde". Il s'agit de projets textiles dans le monde. Le premier projet a débuté en 2008 au Vietnam. En collaboration avec les femmes du village vietnamien "Van Ly", il y a eu la mise en place de la collection "Double Happiness". Ces riziculteurs ont affinés leur art traditionnel de la broderie et ont donné lieu à une collection en édition limitée. Les éléments de la collection sont brodés avec d'anciens caractères vietnamiens "double bonheur". Le second projet textile a eu lieu en Inde en 2009.